# Pierre Wintgens
Pour les articles homonymes, voir Wintgens.
Pierre Wintgens, né à Limbourg, le 9 avril 1931 est un homme politique belge, membre du PSC, ensuite cdH.
Il est licencié en Sciences commerciales et financières (UCL, 1953); certificat de l' Institut d'Études politiques (Université de Paris, 1954); licencié en Sciences commerciales et consulaires (1956); associé dès 1955 à la gestion de la filature familiale (SPRL Filature Wintgens, fondée en 1897). 

## Carrière politique
- conseiller communal de Limbourg, ensuite de Baelen (1965-2000)
  - bourgmestre (1974-2000)
- sénateur (1985-1995) succédant à Georges Gramme, décédé 
  - chef de groupe au Sénat (1989-1995)
  - membre du Conseil régional wallon
    - président de la Commission de l’Environnement et de l’Agriculture (1985-1987)
- député wallon (1995-1999)
  - chef de groupe au PW (1995-1996)